# Centaurea cyrenaica
Centaurea cyrenaica là một loài thực vật có hoa trong họ Cúc. Loài này được Bég. & Vacc. mô tả khoa học đầu tiên năm 1912.